# Operculina leptoptera
Operculina leptoptera är en vindeväxtart som beskrevs av Ignatz Urban. Operculina leptoptera ingår i släktet Operculina och familjen vindeväxter. Inga underarter finns listade i Catalogue of Life.